# Wulff Salomon Warburg
Wulff Salomon Warburg, auch Wolff Salomon Warburg (* 9. November 1778 in Altona; † 3. Januar 1854 ebenda) war ein deutscher Bankier.

## Leben
Wulff Salomon Warburg war als Mitglied der Familie Warburg ein Sohn von Salomon Moses Warburg, genannt Frankfurter, (* 17. August 1747 in Altona; † 2. April 1824 ebenda) und dessen Ehefrau Zippora (Sophie), geborene Leidersdorff, die am 18. Juni 1796 in Altona starb. Warburg selbst heiratete am 13. Februar 1805 in Altona Bela Stieber, genannt Betty Lazarus (* 5. Oktober 1782 in Hamburg; † 13. April 1862 in Altona). Das Ehepaar hatte fünf Töchter und vier Söhne, darunter Moritz und Pius.
Warburg gründete 1805 gemeinsam mit seinem Bruder Samuel S. die Firma Wulff Salomon Warburg, die er selbst leitete. 1820 bezog das Unternehmen Geschäftsräume in der Breiten Straße in Altona. Die Brüder übernahmen hauptsächlich den Kontokorrentverkehr mit Kaufleuten und Industriellen aus Altona, Hamburg und den Herzogtümern. 1848 verließ Samuel S. das Unternehmen, Wulffs Söhne Pius und John traten im Gegenzug ein.
Warburg war kein orthodoxer Jude, öffnete sein Geschäft jedoch bis 1864 am Sabbat und weiteren jüdischen Feiertagen nicht. Nachdem Preußen die Herzogtümer annektiert hatte, wurde Warburgs Unternehmen als erstes der neuen preußischen Provinz zur Zeichnungsstelle für Emissionen von Reichsanleihen und preußischen Staatsanleihen erklärt. Dies ist ein Anzeichen für die Bedeutung, die das Bankhaus seinerzeit hatte.
Warburg engagierte sich in der hochdeutschen Judengemeinde Altonas. Als 1819 gewähltes Mitglied der Verwaltung gehörte er seit 1822 dem Vorstand an und wurde kurz danach Vorstandsvorsitzender. Diese Position bekleidete er nahezu zwanzig Jahre. Im Mai 1843 bekam er das Altonaer Bürgerrecht.
Warburg und seine Ehefrau wurde auf dem Jüdischen Friedhof von Altona beigesetzt.